# Wolfgang Kundt
Wolfgang Kundt (3 juin 1931 à Hambourg, Allemagne) est un astrophysicien allemand.

## Biographie
Il étudie la physique théorique dont il est diplôme à Hambourg en 1956, il étudie ensuite les cours de Pascual Jordan sur la théorie de la relativité générale et depuis 1978 il enseigne l'astrophysique à la Rheinische Friedrich-Wilhelms-Universität.  Il a émis plus de 270 publications, en partie sur les trous noirs, mais aussi sur d'autres problèmes d'astro-, géo- et biophysique.
En 1999 il émet une nouvelle hypothèse au sujet de la catastrophe de Toungouska, selon laquelle elle serait due à une éruption volcanique. 10 méga-tonnes de gaz naturel auraient été expulsées à la suite d'une surpression, l'explosion aurait été facilitée par la présence de kimberlite, roche instable riche en CO2, la présence de petits cristaux de diamant sur les lieux de l'incident iraient dans le sens de cette hypothèse.